# Leichtathletik-Weltmeisterschaften 2009/Teilnehmer (Australien)
| Gelbes Symbol für Goldmedaillen mit stilisierten Olympischen Ringen | Graues Symbol für Silbermedaillen mit stilisierten Olympischen Ringen | Braundes Symbol für Bronzemedaillen mit stilisierten Olympischen Ringen |
| ------------------------------------------------------------------- | --------------------------------------------------------------------- | ----------------------------------------------------------------------- |
| 2                                                                   | —                                                                     | 2                                                                       |

Der australische Leichtathletik-Verband stellte 44 Athleten bei den Leichtathletik-Weltmeisterschaften 2009 in der deutschen Hauptstadt Berlin.

## Medaillen
Mit je zwei gewonnenen Gold- und Bronzemedaillen belegte das australische Team Platz 10 im Medaillenspiegel.

## Ergebnisse

### Männer

#### Laufdisziplinen
| Joel Milburn                                                                               | 400 m            | 45,56 s SB     | 17 | nicht qualifiziert | nicht qualifiziert | nicht qualifiziert | nicht qualifiziert |                    |                    |
| John Steffensen                                                                            | 400 m            | 45,37 s        | 7  | 45,50 s            | 14                 | nicht qualifiziert | nicht qualifiziert |                    |                    |
| Sean Wroe                                                                                  | 400 m            | 45,31 s        | 6  | 45,32 s            | 13                 | nicht qualifiziert | nicht qualifiziert |                    |                    |
| Ryan Gregson                                                                               | 1500 m           | 3:44,79 min    | 34 | nicht qualifiziert | nicht qualifiziert | nicht qualifiziert | nicht qualifiziert |                    |                    |
| Jeffrey Riseley                                                                            | 1500 m           | 3:43,03 min    | 23 | 3:38,00 min        | 18                 | nicht qualifiziert | nicht qualifiziert |                    |                    |
| Jeremy Roff                                                                                | 1500 m           | 3:47,08 min    | 42 | nicht qualifiziert | nicht qualifiziert | nicht qualifiziert | nicht qualifiziert |                    |                    |
| Collis Birmingham                                                                          | 5000 m           | 13:23,48 min   | 12 |                    |                    | 13:55,58 min       | 16                 |                    |                    |
| Collis Birmingham                                                                          | 10.000 m         |                |    |                    |                    | DNF                | DNF                |                    |                    |
| David McNeill                                                                              | 10.000 m         |                |    |                    |                    | 29:18,59 min SB    | 24                 |                    |                    |
| Martin Dent                                                                                | Marathon         |                |    |                    |                    | 2:16:05 h          | 21                 |                    |                    |
| Andrew Letherby                                                                            | Marathon         |                |    |                    |                    | 2:17:29 h SB       | 30                 |                    |                    |
| Mark Tucker                                                                                | Marathon         |                |    |                    |                    | 2:21:57 h SB       | 46                 |                    |                    |
| Scott Westcott                                                                             | Marathon         |                |    |                    |                    | 2:26:02 h          | 57                 |                    |                    |
| Luke Adams                                                                                 | 20 km Gehen      |                |    |                    |                    | 1:22:37 h          | 17                 |                    |                    |
| Luke Adams                                                                                 | 50 km Gehen      |                |    |                    |                    | 3:43:39 h PB       | 5                  |                    |                    |
| Adam Rutter                                                                                | 20 km Gehen      |                |    |                    |                    | DSQ                | DSQ                |                    |                    |
| Jared Tallent                                                                              | 20 km Gehen      |                |    |                    |                    | 1:20:27 h          | 5                  |                    |                    |
| Jared Tallent                                                                              | 50 km Gehen      |                |    |                    |                    | 3:44:50 h SB       | 6                  |                    |                    |
| Brendan Cole                                                                               | 400 m Hürden     | 49,63 s        | 17 | 49,92 s            | 15                 | nicht qualifiziert | nicht qualifiziert |                    |                    |
| Tristan Thomas                                                                             | 400 m Hürden     | 49,53 s        | 15 | 49,76 s            | 14                 | nicht qualifiziert | nicht qualifiziert |                    |                    |
| Youcef Abdi                                                                                | 3000 m Hindernis | 8:49,88 min    | 34 |                    |                    | nicht qualifiziert | nicht qualifiziert | nicht qualifiziert | nicht qualifiziert |
| Anthony Alozie Josh Ross Aaron Rouge-Serret Matt Davies                                    | 4 × 100 m        | 38,93 s SB     | 9  |                    |                    | nicht qualifiziert | nicht qualifiziert |                    |                    |
| Tristan Thomas Ben Offereins Sean Wroe Joel Milburn nur Vorlauf John Steffensen nur Finale | 4 × 400 m        | 3:02,04 min SB | 4  |                    |                    | 3:00,90 min SB     | Bronze             |                    |                    |

#### Sprung/Wurf
| Athlet           | Disziplin      | Qualifikation | Qualifikation | Finale             | Finale             |
| Athlet           | Disziplin      | Weite/Höhe    | Platz         | Weite/Höhe         | Platz              |
| ---------------- | -------------- | ------------- | ------------- | ------------------ | ------------------ |
| Steve Hooker     | Stabhochsprung | 5,65 m        | 1             | 5,90 m             | Gold               |
| Fabrice Lapierre | Weitsprung     | 8,14 m        | 6             | 8,21 m             | 4                  |
| Mitchell Watt    | Weitsprung     | 8,14 m        | 5             | 8,37 m             | Bronze             |
| Alwyn Jones      | Dreisprung     | 16,57 m       | 25            | nicht qualifiziert | nicht qualifiziert |
| Justin Anlezark  | Kugelstoßen    | 19,94 m       | 13            | nicht qualifiziert | nicht qualifiziert |
| Scott Martin     | Kugelstoßen    | 19,52 m       | 24            | nicht qualifiziert | nicht qualifiziert |
| Benn Harradine   | Diskuswurf     | 61,74 m       | 15            | nicht qualifiziert | nicht qualifiziert |

### Frauen

#### Laufdisziplinen
| Athletin                                                             | Disziplin        | Vorlauf        | Vorlauf | Halbfinale         | Halbfinale         | Finale             | Finale             |
| Athletin                                                             | Disziplin        | Zeit           | Platz   | Zeit               | Platz              | Zeit               | Platz              |
| -------------------------------------------------------------------- | ---------------- | -------------- | ------- | ------------------ | ------------------ | ------------------ | ------------------ |
| Madeleine Pape                                                       | 800 m            | 2:05,85 min    | 31      | nicht qualifiziert | nicht qualifiziert | nicht qualifiziert | nicht qualifiziert |
| Lisa Jane Weightman                                                  | Marathon         |                |         |                    |                    | 2:30:42 h PB       | 17                 |
| Jess Rothwell                                                        | 20 km Gehen      |                |         |                    |                    | 1:36:01 h          | 22                 |
| Claire Tallent                                                       | 20 km Gehen      |                |         |                    |                    | 1:38:12 h          | 27                 |
| Cheryl Webb                                                          | 20 km Gehen      |                |         |                    |                    | DSQ                | DSQ                |
| Sally McLellan                                                       | 100 m Hürden     | 12,82 s        | 8       | 12,66 s            | 6                  | 12,70 s            | 5                  |
| Donna MacFarlane                                                     | 3000 m Hindernis | 9:52,46 min SB | 36      |                    |                    | nicht qualifiziert | nicht qualifiziert |
| Pirrenee Steinert Madeleine Pape Caitlin Willis-Pincott Tamsyn Lewis | 4 × 400 m        | 3:30,80 min    | 11      |                    |                    | nicht qualifiziert | nicht qualifiziert |

#### Sprung/Wurf
| Athletin         | Disziplin  | Qualifikation | Qualifikation | Finale             | Finale             |
| Athletin         | Disziplin  | Weite/Höhe    | Platz         | Weite/Höhe         | Platz              |
| ---------------- | ---------- | ------------- | ------------- | ------------------ | ------------------ |
| Petrina Price    | Hochsprung | 1,89 m        | 17            | nicht qualifiziert | nicht qualifiziert |
| Dani Samuels     | Diskuswurf | 62,67 m       | 3             | 65,44 m PB         | Gold               |
| Kimberley Mickle | Speerwurf  | 57,46 m       | 15            | nicht qualifiziert | nicht qualifiziert |